# Ctenitis setosa
Ctenitis setosa är en träjonväxtart som först beskrevs av Karel Presl, och fick sitt nu gällande namn av Holtt. Ctenitis setosa ingår i släktet Ctenitis och familjen Dryopteridaceae. Inga underarter finns listade.